# Leptura tattakana
Leptura tattakana là một loài bọ cánh cứng trong họ Cerambycidae.